# ヴィルヘルム1世 (ブラウンシュヴァイク＝ヴォルフェンビュッテル公)
ヴィルヘルム1世（ドイツ語:Wilhelm I., 1392年 - 1482年7月25日）は、ブラウンシュヴァイク＝リューネブルク公の1人で、リューネブルク侯（在位：1416年 - 1428年）、ブラウンシュヴァイク＝ヴォルフェンビュッテル侯（在位：1428年 - 1432年、1473年 - 1482年）、カレンベルク侯（在位：1432年 - 1473年）、ゲッティンゲン侯（在位：1463年 - 1473年）。勝利公（der Siegreiche）と呼ばれた。ヴォルフェンビュッテル侯、リューネブルク侯ハインリヒ1世とその最初の妃ゾフィー・フォン・ポンメルンの長男。

## 生涯
初めはリューネブルク侯領を治めていたが、1428年に伯父のヴォルフェンビュッテル侯ベルンハルト1世と領土を交換、ヴィルヘルム1世はヴォルフェンビュッテルを、ベルンハルト1世はリューネブルクを獲得した。
1432年に遠征に出かけた際、異母弟ハインリヒ2世によってヴォルフェンビュッテル侯の地位を追われた。ヴィルヘルムはヴォルフェンビュッテルの西側の地域（ライネ川の西にあり、ヒルデスハイム司教領によってヴォルフェンビュッテルとは隔てられていた）を保持し、この地域はカレンベルク侯領と呼ばれるようになり、後にハノーファー選帝侯領となる。
1463年にゲッティンゲン侯オットー2世が死去すると、ヴィルヘルムはゲッティンゲン侯領を手に入れた。また、1473年にハインリヒ2世が男子のないまま死ぬと、ヴォルフェンビュッテルを取り戻し、2人の息子フリードリヒ3世およびヴィルヘルム2世にカレンベルク侯領とゲッティンゲン侯領を譲った。

## 子女
1423年、ブランデンブルク選帝侯フリードリヒ1世の娘ツェツィーリエと結婚し、2人の息子をもうけた。
- フリードリヒ3世（1424年 - 1495年）
- ヴィルヘルム2世（1425年 - 1503年）

1466年、シャウエンブルク＝ピンネベルク伯オットー2世の娘でリューネブルク侯ベルンハルト2世の未亡人であったマティルデと結婚した。1男が生まれたが、マティルデは出産から2日後の1468年7月22日にノイシュタット・アム・リューベンベルゲで死去した。
- オットー（1468年 - 1471年）